# Luigi Fortis
Compléments
Fortis est le premier Supérieur Général de la Compagnie de Jésus restaurée résidant à Rome
Luigi Fortis, né le 26 février 1748 à Vérone (Italie) et décédé le 27 janvier 1829 à Rome, était un prêtre jésuite italien, enseignant dans divers collèges. Il est élu en 1820 20e Supérieur Général de la Compagnie de Jésus.

## Premières années et formation
Né dans une famille de classe moyenne commerçante, Fortis étudie au collège Saint Sébastien de Vérone avant d’entrer au noviciat de la Compagnie de Jésus, le 12 octobre 1762, à Bologne. À la fin de trois années d’études philosophiques (1767-1770) à Bologne il est envoyé enseigner les humanités au collège de Ferrare. C’est là que le surprend le bref pontifical de suppression de la Compagnie de Jésus (21 juillet 1773).

## 40 années comme «ancien jésuite»
Comme beaucoup d’autres ex-jésuites commence alors pour lui une vie d’errance apostolique. Il retourne d’abord dans sa ville natale où il trouve un emploi comme précepteur particulier. Il obtient d’être ordonné prêtre en 1778. Dès 1784 il nourrit l’espoir de se rendre en Russie pour s’affilier à la Compagnie qui y survit discrètement. On lui répond que de meilleurs services peuvent être rendus à l’Église en Italie même. Toujours fidèle à sa vocation jésuite, Fortis renouvelle en privé ses vœux de religion. En 1793 il enseigne la physique et l’histoire naturelle au collège des Nobles, à Parme. Ensuite, à partir de 1799, il enseigne les langues à un groupe de jeunes qui se préparent à devenir jésuites. 
En 1804 les troupes françaises sont à Parme. Fortis doit quitter le duché et se réfugie à Naples où les jésuites, approuvés localement, viennent de reprendre solennellement possession de leur église du Gesù, en présence du roi même qui les avait expulsés 37 ans plus tôt. Cela ne dure pas longtemps. Le collège rouvert en 1805, est fermé en 1806: Fortis est expulsé avec Joseph Pignatelli et les autres jésuites lorsque Joseph Bonaparte arrive au pouvoir. Il est alors à Orvieto puis à Vérone (1810) - toujours comme enseignant - au séminaire ainsi que dans son ancien collège de Saint-Sébastien : lettres, philosophie, philologie et poésie. Il est également fort demandé comme prédicateur.

## Restauration de la Compagnie
Lorsque la Compagnie de Jésus est universellement rétablie par Pie VII (1814), Fortis est nommé provincial d’Italie (1815). Peu après le Supérieur Général, Tadeusz Brzozowski - que le czar empêche de quitter la Russie - le nomme son Vicaire à Rome (1818). Les problèmes sont considérables car il faut amalgamer en un seul groupe des ex-jésuites qui demandent à être réintégrés, et les membres de deux groupes indépendants créés spécifiquement pour préparer la restauration de la Compagnie : les Pères du Sacré-Cœur (1794, avec Joseph Varin) et les Pères de la Sainte Foi (1797, de Nicolas Paccanari), tout cela sous la direction lointaine et peu accessible du Supérieur Général Brzozowski, qui de plus remplace Fortis par un autre Vicaire en 1819. Incompréhensions et graves tensions sont le lot de Fortis.

## 20eCongrégation Générale (1820)
Le 5 février 1820, Brzozowski meurt à Polotsk. Une congrégation générale est convoquée pour élire un successeur. L’imbroglio juridique est grave : certains mettent en doute la profession religieuse de certains électeurs, d’autres prétendent que la nouvelle Compagnie n’est plus celle de Saint Ignace. Cela force le pape à créer une commission pour y mettre de l’ordre. Malgré les intrigues d’un groupe italien qui cherche à en retarder la convocation, la commission préfère écouter l’influent Jean de Rozaven et force l’issue en convoquant la 20e Congrégation Générale pour le 9 octobre 1820. Le 18 octobre, au deuxième tour de scrutin, Luigi Fortis est élu Supérieur Général.
Il est clair que les délégués en élisant un vieillard de 72 ans (devenu jésuite avant la suppression de la Compagnie) cherchent surtout à faire le lien avec l’ancienne Compagnie, et souligner la continuité entre la Compagnie d’avant 1773 et celle qui vient d’être rétablie. L’ensemble des décrets et décisions de la 20e Congrégation vont dans le même sens. Toute la législation antérieure y est réaffirmée avec emphase : Constitutions, Ratio Studiorum, observances religieuses, programme de formation, etc. Une nouvelle édition de tous ces documents doit être mise en chantier.

## Supérieur Général
Comme Général, Fortis poursuit le travail de restauration demandé par la Congrégation. Il est de la plus grande importance d’établir sans le moindre doute possible la continuité historique de la Compagnie rétablie avec celle de saint Ignace. Aussi ses lettres citent fréquemment des textes des supérieurs généraux de l’ancienne Compagnie. La vie des noviciats et maisons de formation qui s’ouvrent s’organisent exactement comme auparavant. Les provinces créées reprennent les noms de celles disparues. 
Fortis a le soutien indéfectible des papes Pie VII et Léon XII. (En 1824, ce dernier confie à nouveau à la Compagnie le Collège Romain et l’église Saint-Ignace). Les Bourbons continuent à protester contre le retour en faveur des jésuites, mais à la fin des guerres napoléoniennes et la chute de l’empire français, l’Europe est gravement meurtrie et le climat politique a complètement changé. 
Lorsque la Congrégation Générale se réunit en 1820 les jésuites sont déjà 1 300, repartis en 7 provinces. Fortis en rétablit de nombreuses autres : entre autres en Espagne, en Allemagne, au Mexique. Les jésuites nord-américains qui se sont affiliés aux jésuites de Russie, forment bientôt les provinces du Maryland et du Missouri. C’est le départ d’une grande expansion aux États-Unis.
Comme demandé par la Congrégation générale, Fortis met en chantier une réforme du système d’éducation de la Compagnie (le Ratio Studiorum), tout en mettant en garde les jésuites français contre l’influence de Lamennais dans leur enseignement. Ce travail sera achevé par son successeur, Jean-Philippe Roothaan.
Fortis est général durant 8 ans. Il meurt à Rome le 27 janvier 1829 à l’âge de 81 ans.